# Im Ae-ji
Dans ce nom coréen, le nom de famille, Im, précède le nom personnel.
Pour les articles homonymes, voir Im.
Im Ae-ji (hangeul : 임애지 ; RR : Im Ae-ji ; MR : Im Ae-ji), née le 11 mai 1999 dans le district de Hwasun, est une boxeuse sud-coréenne.

## Carrière
Elle fait des études à l'Université nationale du sport de Corée.
En 2020, elle devient avec Oh Yeon-ji les premières boxeuses sud-coréennes à se qualifier pour les Jeux olympiques d'été de 2020. À Tokyo, elle est battue en 16e de finale par l'Australienne Skye Nicolson.
Im Ae-ji remporte la médaille de bronze en poids coqs lors des Jeux olympiques d'été de 2024, battue en demi-finale par la Turque Hatice Akbaş trois sets à deux. Elle est la première athlète sud-coréenne à remporter une médaille olympique en boxe. Elle est choisie avec Park Tae-joon comme porte-drapeaux pour la cérémonie de clôture.